# Glory - Uomini di gloria
Glory - Uomini di gloria (Glory) è un film del 1989 diretto da Edward Zwick che tratta della prima unità combattente di volontari formata da afroamericani nell'esercito dell'Unione, durante la guerra di secessione americana.
Il film è ispirato dalle lettere personali del colonnello Robert Gould Shaw, che guidò il 54º Reggimento Volontari di Fanteria del Massachusetts dalla sua formazione dal febbraio 1863 fino all'attacco al forte Wagner nella Carolina del Sud, dove morì durante l'assalto nel luglio dello stesso anno.
Tra i riconoscimenti ricevuti, il film ha ricevuto cinque candidature agli Oscar 1990, vincendone tre come miglior attore non protagonista per Denzel Washington, miglior fotografia e miglior sonoro.

## Trama
Il 17 settembre 1862, durante la guerra civile americana, il capitano Robert Gould Shaw rimane lievemente ferito durante la battaglia di Antietam e fa ritorno a casa a Boston per congedo medico. Durante una cerimonia a novembre dello stesso anno, incontra l'abolizionista Frederick Douglass e su richiesta del governatore John Andrew, accetta il compito di addestrare e comandare con il grado di colonnello il primo reggimento con uomini afro-americani dell'Esercito dell'Unione.
Il reggimento viene intitolato 54º Reggimento Volontari di Fanteria del Massachusetts e tra i primi volontari si arruola l'afroamericano Thomas Searles, amico di Robert e di Cabot Forbes, ufficiale bianco che prenderà il grado di maggiore al'interno del gruppo. Formate le compagnie, Thomas si ritrova a condividere la tenda con l'anziano John Rawlins, il dislessico Jupiter Sharts, l'ex schiavo Silas Tripp e un giovane muto addetto al tamburo. Gli uomini vengono informati che a causa del proclama di emancipazione del presidente Lincoln, la confederazione ha dichiarato che tutti i soldati neri dell'unione catturati saranno riportati in schiavitù e gli ufficiali bianchi al loro comando fucilati. La mattina dopo nessuno abbandona il gruppo, ma l'addestramento si intensifica e colpisce duramente Thomas, il quale si vede negare la fraternizzazione degli amici Robert e Cabot, poiché ufficiali.
Shaw si rivela infatti molto severo per addestrare al meglio i suoi soldati: quando Tripp viene accusato di diserzione, ordina al quartiermastro di frustarlo davanti al reggimento, anche se poi si assicura delle sue condizioni. Questo episodio porta Shaw a confidarsi con l'anziano Rawlins, da cui apprende che gli uomini soffrono la mancanza di equipaggiamento; decide quindi di costringere un subalterno a fornirgli tutto il materiale dovuto, che gli era stato negato con false motivazioni.
Alla consegna della paga, il colonnello Shaw informa il reggimento che saranno pagati tre dollari in meno rispetto ai bianchi e Tripp aizza il gruppo a rifiutare la paga. Shaw prende in mano la situazione e ordina che di conseguenza anche gli ufficiali bianchi la rifiuteranno in segno di protesta. Questo episodio aumenta la stima dei soldati nel loro colonnello e coincide con la consegna delle uniformi, che porteranno il reggimento a completare l'addestramento e a sfilare con onore davanti al governatore e alla città di Boston in festa.
Il 54º reggimento viene inviato in Sud Carolina sotto il comando del generale Charles Harker, dove scoprono altri reggimenti di colore con funzione di contrabbando, guidati dal colonnello James Montgomery. La permanenza nella zona è fortemente negativa fin dalla loro prima uscita, in cui Shaw è costretto da Montgomery a dar fuoco a un villaggio, rendendosi complice di saccheggio e distruzione. Dopo aver tentato di sottrarsi a queste operazioni, Shaw riesce a ricattare il generale Harker per spostare il reggimento in battaglia, informandolo di aver già fatto pressioni sul presidente Lincoln e minacciandolo di divulgare i suoi traffici illeciti.
Il primo scontro del 54° avviene nell'isola di James in Sud Carolina, dove il reggimento respinge gli attacchi confederati e Thomas viene ferito, dopo aver salvato la vita a Tripp. Robert gli è accanto ed è costretto da Thomas a giurare di non rispedirlo indietro. 
Nei successivi scontri il reggimento guadagna il valore e rispetto degli militari bianchi e Shaw si propone al generale George Strong, come prima forza di attacco al Fort Wagner, all'interno della campagna per assicurarsi la città portuale di Charleston.
Gli ufficiali sono coscienti che spezzare le difese del forte non sarà facile; infatti la fortezza era stata precedente attaccata da un reggimento bianco ma senza successo (Prima battaglia di Fort Wagner).
Nella notte prima dell'assalto, gli uomini si preparano alla battaglia con canti, preghiere e incitazioni, nelle quali Tripp confida la perdita della madre e il suo attaccamento al reggimento come sua unica famiglia. La mattina seguente, il 54º reggimento viene esultato dagli altri militari bianchi e Shaw consegna a un giornalista alcuni effetti personali tra cui delle lettere.
Una forza composta dal 54th in prima linea, con compagnie bianche di supporto dà il via alla Seconda battaglia di Fort Wagner.
Il reggimento inizia l'avvicinamento al forte, subendo forti perdite per via dell'artiglieria sudista e decidendo di proteggersi dietro le dune di sabbia attendendo il favore dell'oscurità. Nella notte, Shaw ordina l'attacco alla struttura ma i tenaci sudisti resistono e infliggono pesanti perdite al nemico; Shaw, nel tentativo di incitare i suoi uomini all'attacco delle mura, viene ucciso. Tripp recupera la bandiera nonostante le sue passate dichiarazioni e carica il gruppo, venendo a sua volta ucciso. Il maggiore Forbes prende il comando e guida gli uomini sul forte, sbaragliandone la prima linea, ma incontra la seconda linea costituita da cannoni, che sparano in direzione di Forbes, Rawlings, Sharts e Thomas.
La mattina seguente, nel forte viene issata la bandiera confederata e i soldati dell'unione vengono seppelliti in fosse comuni, con il colonnello Shaw vicino al corpo di Tripp. In un testo finale, viene comunicato che il forte Wagner non fu mai espugnato, ma che il coraggio dimostrato dal 54º reggimento ha portato il presidente Lincoln ad aprire l'esercito ai soldati di colore, considerandolo un punto di svolta nella guerra.
In realtà il testo finale contiene un errore: infatti il forte venne abbandonato dai sudisti sette settimane dopo la battaglia; questo perché i soldati avevano seppellito i corpi dei nordisti troppo vicino al forte e i cadaveri in decomposizione avevano contaminato la loro fonte d'acqua potabile.

## Produzione
Il budget del film è stato di 18 milioni di dollari e le riprese si sono svolte in Georgia e Massachusetts dal 9 febbraio al 27 aprile 1989.

## Distribuzione
Il film è uscito negli Stati Uniti il 14 dicembre 1989, incassando a livello statunitense 26,8 milioni di dollari.

## Critica

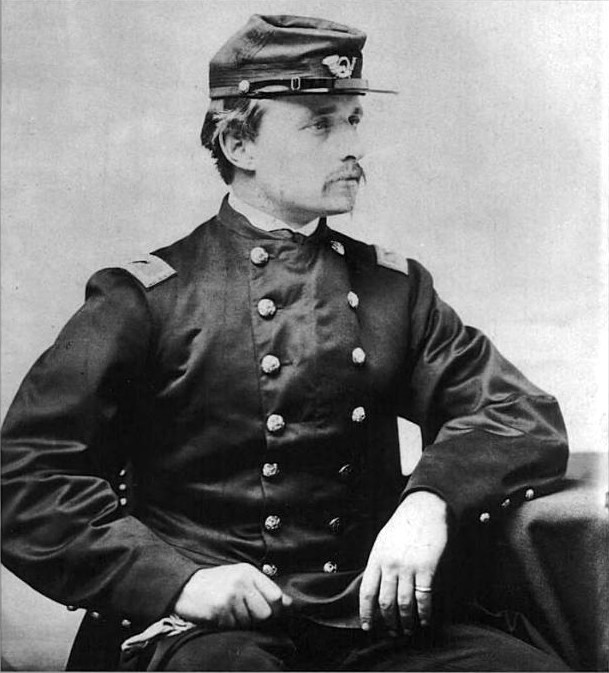
Il vero colonnello Shaw in una foto del maggio 1863

Il film ha ricevuto per lo più recensioni positive tra la critica tradizionalista statunitense. Rotten Tomatoes indica che il 93% di 40 critici selezionati ha dato al film una recensione positiva, con un punteggio medio di 7.9 su 10.
(Roger Ebert, per il Chicago Sun-Times)
Vincent Canby, scrivendo sul The New York Times ha detto che Broderick "dà, fino a oggi, la sua interpretazione più matura e controllata". Allo stesso modo, si è complimentato con Denzel Washington definendolo "un attore chiaramente sulla strada per una carriera sul grande schermo". Impressionato, ha esclamato, "Il film si snoda attraverso un susseguirsi di scene brillantemente realizzate analizzando l'organizzazione del 54º Reggimento, il suo addestramento e le prime esperienze al di sotto della linea “Mason-Dixon”; facendo emergere l'idiosincrasia dei personaggi".
Roger Ebert, sul Chicago Sun-Times, lo ha definito come "un film forte e valido, non importa da quale punto di vista è trattato". Sua convinzione è che la scenografia, accreditata a Norman Garwood e Freddie Francis, abbia prestato "enorme attenzione ai dettagli del periodo storico". Ebert ha avuto solo una remora sul film, chiedendosi la ragione per cui “un'esperienza nera” dovesse essere raccontata “principalmente attraverso occhi bianchi”.
Parimenti, lo staff di Variety ha scritto che il film è “un eccitante e decisamente tardivo omaggio ai soldati neri che combatterono per la causa dell'Unione nella guerra civile americana” e che il film “possiede l'ampiezza e la magnificenza di un racconto di battaglia di Tolstoi o di una saga di John Ford sulla storia americana". Riguardo alla performance di Broderick, ha ritenuto che "il suo spirito giovanile diventa un elemento chiave del dramma, in quanto il film stesso lo vede confidare la sua inadeguatezza".
Desson Howe del The Washington Post ha affermato che con Glory - Uomini di gloria, "è difficile non farsi trasportare a lungo”. Ha elogiato i singoli elementi cinematografici, affermando che il film è “un'esperienza profondamente piacevole, profonda ma leggera, capace di innalzare cuori gonfi d'umanità”. Tuttavia, ha messo in luce alcuni difetti citando Broderick come "un'amabile non-presenza, che crea involontariamente l'idea che il 54° guadagnò i suoi fregi militari nonostante un comando debole”. Jonathan Rosenbaum del Chicago Reader ha valutato Glory - Uomini di gloria come “abbastanza guardabile”, definendolo inoltre "un interessante film d'ambientazione storica, con una buona fotografia dell'inglese Freddie Francis”.
Il film, ciononostante, non è esente da critiche negative. Peter Travers di Rolling Stone non è rimasto colpito del tutto dalla recitazione in generale, definendo Broderick “tragicamente inadatto alla parte di Shaw”. Al contrario, Richard Schickel del Time ha descritto il suo entusiasmo per la fotografia, affermando che "il film è spesso grandioso nelle immagini e vanta un'orchestra che coraggiosamente si eleva in parti corali grazie alle musiche di James Horner che trasfigurano la realtà, conferendo al film lo status necessario di mito”.
Scrivendo per l'Entertainment Weekly Mark Bernardin ha detto che la forza del film "appartiene al cast che lo supporta energicamente – Morgan Freeman, Andre Braugher (nel suo primo ruolo in un film), e Denzel Washington”. Ha aggiunto poi: “La magia di Glory - Uomini di gloria discende dal film stesso. Parla di evidenti grandi atti di eroismo, da parte di persone che la storia ha screditato”.
Filmdienst lo ha definito come: “Un film storico messo in scena con meticolosa attenzione ai dettagli, un "Cantico dei Cantici" a raccontare dell'emancipazione dei neri, del loro eroismo. Uno stile di produzione senza confini e una insopportabile musica ad absurdum patetico”. Aggiungendo: “Almeno in questo paese, il film appare un superficiale spettacolo di guerra; qualitativamente deludente, anche se la fotografia è notevole”.

### Critica italiana
Lietta Tornabuoni de La Stampa ha commentato: “Se può essere bello il film storico d'una guerra vista in tutta la sua stupidità e ferocia, il racconto epico d'un gruppo di uomini neri che combattendo cercavano anche una legittimazione e una parità con i bianchi, il resoconto tragico della fine sanguinosa cui quegli uomini vennero destinati, Glory è un bellissimo film. Magnificamente diretto e interpretato, magnificamente fotografato da Freddie Francis, di grandezza fordiana. Eppure non si può fare a meno d'insospettirsi, di fronte alla glorificazione militare postuma dei neri che combattono oggi tutt'altre battaglie”.

## Edizione italiana
L'edizione italiana del film è stata curata da Alberto Piferi, che ha curato l'adattamento dei dialoghi. Il doppiaggio italiano, invece, venne presso la Doppiaggio Margutta con le voci della C.D.C. sotto la direzione del doppiaggio a opera di Giorgio Piazza, assistito da Daniela Losavio.

## Citazioni
Il film è citato in una puntata della sitcom Willy, il principe di Bel-Air dal professore e amico del protagonista Mr. Fellows, considerandolo un film ''incredibile'' ed elogiando l'interpretazione di Washington. Il professore infatti nella serie è un attivo sostenitore dei diritti delle persone di colore.

## Riconoscimenti
- 1990 - Premio Oscar
  - Miglior attore non protagonista a Denzel Washington
  - Miglior fotografia a Freddie Francis
  - Miglior sonoro a Donald O'Mitchell, Gregg Rudloff, Elliot Tyson e Russell Williams II
  - Candidatura Miglior scenografia a Norman Garwood e Garrett Lewis
  - Candidatura Miglior montaggio a Steven Rosenblum
- 1990 - Golden Globe
  - Miglior attore non protagonista a Denzel Washington
  - Candidatura Miglior film drammatico
  - Candidatura Migliore regia a Edward Zwick
  - Candidatura Migliore sceneggiatura a Kevin Jarre
  - Candidatura Miglior colonna sonora a James Horner
- 1991 - Premio BAFTA
  - Candidatura Migliore fotografia a Freddie Francis
- 1989 - National Board of Review Award
  - Migliori dieci film
- 1990 - Kansas City Film Critics Circle Award
  - Miglior film
  - Migliore regia a Edward Zwick
  - Miglior attore non protagonista a Denzel Washington
- 1989 - New York Film Critics Circle Award
  - Candidatura Miglior attore non protagonista a Denzel Washington

- 1990 - Chicago Film Critics Association Award
  - Candidatura Miglior attore non protagonista a Denzel Washington
  - Candidatura Miglior attore non protagonista a Morgan Freeman
- 1989 - Los Angeles Film Critics Association Award
  - Candidatura Miglior attore a Morgan Freeman
- 1990 - American Cinema Editors
  - Miglior montaggio a Steven Rosenblum
- 1990 - British Society of Cinematographers
  - Migliore fotografia a Freddie Francis
- 1990 - Casting Society of America
  - Candidatura Miglior casting a Mary Colquhoun
- 1991 - Grammy Award
  - Miglior colonna sonora a James Horner
- 1992 - Image Award
  - Miglior film
  - Miglior attore non protagonista a Denzel Washington
- 1990 - National Society of Film Critics Award
  - Candidatura Miglior attore non protagonista a Denzel Washington
- 1991 - Political Film Society
  - PFS Award (Diritti Umani)
- 1990 - Writers Guild of America
  - Candidatura WGA Award a Kevin Jarre